# Incredibles 2
Incredibles 2 (bra: Os Incríveis 2; prt: The Incredibles 2: Os Super-Heróis) é um filme de animação computadorizada estadunidense de 2018, produzido pela Pixar Animation Studios e distribuído pela Walt Disney Studios Motion Pictures, sendo a sequência de The Incredibles, de 2004. Foi escrito e dirigido por Brad Bird, o diretor do filme original. O filme foi lançado em 15 de junho de 2018 nos Estados Unidos e em 28 de junho de 2018 no Brasil e Portugal. No enredo, a Família Pêra tenta restaurar o prestígio dos super-heróis e equilibrar a vida doméstica enquanto combatem um novo super-vilão. Craig T. Nelson, Holly Hunter, Sarah Vowell e Samuel L. Jackson reprisam seus papéis do filme anterior, sendo Huckleberry Milner, Bob Odenkirk, Catherine Keener e Jonathan Banks os novos contratados para o elenco. O compositor Michael Giacchino assina novamente a trilha sonora.
Após o sucesso do primeiro filme, Bird adiou o desenvolvimento de uma sequência para dedicar-se a outros projetos. Neste intervalo de mais de uma década, o diretor realizou outros três filmes altamente aclamados pela crítica e buscou distanciar o roteiro dos clássicos filmes de super-heróis lançados desde o primeiro filme, focando no drama familiar vivido pelos protagonistas.
Incredibles 2 teve sua première em 5 de junho de 2018 em Los Angeles, sendo lançado nos cinemas norte-americanos em 15 de junho nos formatos Disney Digital 3-D, Dolby Cinema e IMAX. O filme recebeu avaliações positivas da crítica especializada pela animação, atuação dos dubladores, as sequências de humor e ação e a trilha sonora. Ao arrecadar mais de 128 milhões de dólares em sua semana de estreia, o filme quebrou o recorde de animação mais bem-sucedida em primeira semana. Até o momento, a sequência arrecadou mais de 1.2 bilhão de dólares em todo o mundo, tornando-se a quarta maior bilheteria do ano de 2018 e o quarto filme de animação da Disney  a atingir a marca de 1 bilhão de dólares. Atualmente é a  décima oitava maior bilheteria de todos os tempos.

## Enredo
O filme começa meses depois após os acontecimentos do primeiro filme, onde Os Incríveis lutam contra o vilão Escavador. Eles conseguem impedir que ele destrua a prefeitura de Metroville, mas não o impedem de assaltar um banco. Os danos colaterais causados levam o governo a encerrar o Programa de Recolocação dos Super-Heróis, deixando a família Pera sem a ajuda financeira de seu agente, Ricardo Dicker. Lúcio (Gelado) informa Beto (Sr Incrível) e Helena (Mulher-Elástica) sobre um golpe de publicidade proposto pela DevTech, uma empresa de telecomunicações liderada pelos irmãos Winston Deavor e Evelyn Deavor. A ideia do golpe da DevTech é reconquistar a confiança do público sobre os heróis, para que eles possam voltar a legalidade. Por provocar menos danos que o Sr Incrível, Mulher-Elástica é escolhida para encabeçar o plano, e a família Pera ganha uma nova casa.
Beto tem problemas em casa durante os serviços de Helena. Flecha tem dificuldades com matemática, Violeta se enfurece com o pai após ser esquecida pelo namorado Toninho Rodrigues (que testemunhou a luta contra o Escavador e teve a memória apagada por Ricardo), e o bebê Zezé revela seus múltiplos poderes sem controle que provoca danos na casa e tirando o sono de Beto, fazendo este pedir ajuda para a estilista Edna Moda, para produzir uma nova roupa ao bebê. Enquanto isso, Mulher-Elástica luta contra um supervilão chamado Hipnotizador, que usa telas hipnóticas para controlar as pessoas, deixando-as inconscientes. Depois de salvar um trem desgovernado e salvar uma embaixadora de um assassinato, Mulher-Elástica captura o Hipnotizador, aparentemente sendo um entregador de pizza que diz não se lembrar de nada.
Em uma festa comemorando a prisão do Hipnotizador, Winston anuncia que terá uma cúpula para discutir a legalização dos heróis em todo o mundo. Helena fica desconfiada por ter capturado Hipnotizador com muita facilidade, e ela descobre que o Hipnotizador nesse tempo todo era controlado por um par de óculos mental. Nesse momento, Evelyn força os óculos em Helena, revelando ser a mente por trás do supervilão. Ela revela que odeia os heróis, pois quando criança, seu pai morreu em um assalto que não foi impedido por Fogaréu e Olho-Laser (porque na época eles já estavam banidos). Evelyn acredita que os supers deixam as pessoas mais preguiçosas, já que elas tendem a chamar os heróis para resolver os problemas, em vez de tentarem resolver por conta própria, acreditando que seu pai não morreria se tentasse se defender sozinho. Ela pretende provocar uma catástrofe para frustrar os planos do próprio irmão, garantindo que os supers sejam ilegais para sempre. Usando a Mulher-Elástica e outros heróis hipnotizados, Evelyn atrai Beto para uma armadilha e os envia para dominar as crianças da família. Gelado tenta protegê-los, mas falha e é posto sob o comando de Evelyn.
Flecha, Violeta e Zezé escapam com a ajuda do Incrimóvel, um carro de alta tecnologia que pertencia ao Sr Incrível. Eles conseguem chegar ao navio de Winston, onde os heróis hipnotizados proferem um discurso vingativo para pintar os supers como uma ameaça, quebrando o controle do navio e o apontando em direção a cidade. Zezé tira os óculos de Helena, conseguindo libertar todos os heróis. Com os esforços de Gelado e Sr Incrível, o navio é parado a tempo antes de provocar danos irreparáveis na cidade. Evelyn tenta escapar em um jato, mas é capturada pela Mulher-Elástica e acaba presa. No final, tribunais enfim decidem devolver o status legais dos super-heróis, em forma de reconhecimento pelos serviços prestados, após longos 15 anos de proibição.

## Elenco
- Holly Hunter como Helena Pêra / Mulher Elástica.[8]
- Craig T. Nelson como Roberto "Beto" Pêra / Sr. Incrível
- Sarah Vowell como Violeta Pêra
- Huck Milner como Flecha Roberto Pêra(pt-BR) ou Flechandro Roberto Pêra(pt-PT?)
- Brad Bird como Edna Moda
- Samuel L. Jackson como Lúcio Barros/Gelado
- Bob Odenkirk como Winston Deavor
- Catherine Keener como Evelyn Deavor
- Sophia Bush como Karina / Voide(pt-BR) ou Karen / Vazio(pt-PT?)
- Isabella Rossellini como a Embaixadora
- Jonathan Banks como Ricardo Dicker(pt-BR) ou Rick Dicker(pt-PT?)
- John Ratzenberger como Escavador(pt-BR) ou Homem-Mina(pt-PT?)

## Produção
O diretor Brad Bird declarou em 2007 que estava aberto à ideia de uma sequência, se pudesse chegar a uma ideia superior ao filme original: "Eu tenho peças que acho boas, mas não as tenho todas juntas." Durante uma entrevista em maio de 2013, Bird reiterou seu interesse em fazer uma sequela: "Eu tenho pensado nisso. As pessoas pensam que eu não fui, mas eu tenho. Porque eu amo esses personagens e amo esse mundo." Ele continuou: "Estou acariciando meu queixo e coçando a cabeça. Eu tenho muitos, muitos elementos que eu acho que iriam funcionar muito bem em outro filme dos Incríveis, e se eu puder fazê-los funcionar em conjunto, eu provavelmente faria isso."
Na reunião de acionistas da Disney em março de 2014, o CEO da Disney e presidente, Bob Iger, confirmou que a Pixar está trabalhando em uma sequência de Os Incríveis, com Bird retornando como escritor. Mais tarde naquele mês, Samuel L. Jackson disse a Spy Digital que provavelmente reprise seu papel como Gelado na sequela. Em abril de 2015, Bird revelou à NPR que tinha começado a escrever o roteiro para a sequência. Em maio de 2015, Bird confirmou que a sequela de Incredibles seria seu próximo filme depois de Tomorrowland. Ele também afirmou que o filme não vai refletir as tendências do gênero super-herói desde o lançamento do primeiro filme, explicando: "Eu não acho que esse tipo de ideia permanece interessante por muito tempo. Para mim, o interessante nunca foi a parte de super-herói, foi mais a dinâmica da família, e como as coisas de super-herói funcionam nessa relação."
Em agosto de 2015, o logo da seqüência foi revelado na D23 Expo. Em outubro de 2015, Bird confirmou que Michael Giacchino retornará para compor a partitura. Em novembro de 2016, foi confirmado que Holly Hunter estava voltando como voz da Mulher Elástica.
Bird (Diretor do Filme) confirmou que Michael Giacchino voltará a compor a trilha sonora do filme, que começaram a trabalhar em maio de 2017.

## Lançamento
O filme foi originalmente programado para ser lançado nos cinemas em 21 de junho de 2019, mas em 26 de outubro de 2016 o longa foi adiantado para 15 de junho de 2018, enquanto sua data de lançamento de 2019 foi substituída por Toy Story 4, que estava atrasado na produção em comparação com este filme.

## Bilheteria
Os Incríveis 2 arrecadou US$ 182,6 milhões em seu primeiro final de semana, superando Procurando Dory (que arrecadou US$ 135 milhões) e Shrek Terceiro (que arrecadou US$ 121,6 milhões) que detinham o recorde anterior de maior abertura para uma animação. O filme conseguiu US$ 608,6 milhões nos EUA e Canadá se tornando a maior bilheteria de uma animação no mercado interno, e a 3° maior bilheteria doméstica de 2018 atrás de Black Panther (US$ 700,1 milhões) e Vingadores: Guerra Infinita (US$ 678,8 milhões). Arrecadou outros US$ 634,2 milhões mundialmente totalizando US$ 1,242,805,359 bilhão em todo mundo, se tornando a 3° maior bilheteria de uma animação, atrás de Frozen 2 (US$ 1,450 bilhão) e Frozen (US$ 1,280 bilhão), a quarta maior bilheteria de 2018,  a 18° maior bilheteria de todos os tempos e a maior bilheteria da Pixar, até ser ultrapassado por Inside Out 2.

## Recepção
O filme foi aclamado pela crítica que elogiou a animação, a trilha sonora, os persongens e as sequências de ação. No site agregador de resenhas Rotten Tomatoes o filme detém uma pontuação de 94% baseado em 372 avaliações de críticos profissionais, o consenso dos críticos foi: "Incredibles 2 reúne a equipe de combate a crimes da família da Pixar para um acompanhamento tão esperado que pode não estar à altura do original, mas chega perto o suficiente para ganhar seu nome".